# 杰拉尔·范德林登
杰拉尔·范德林登（Gérard Van der Linden，1830年2月8日—1911年6月6日）是一位比利时雕塑家，出生于安特卫普，去世于鲁汶。

## 生平

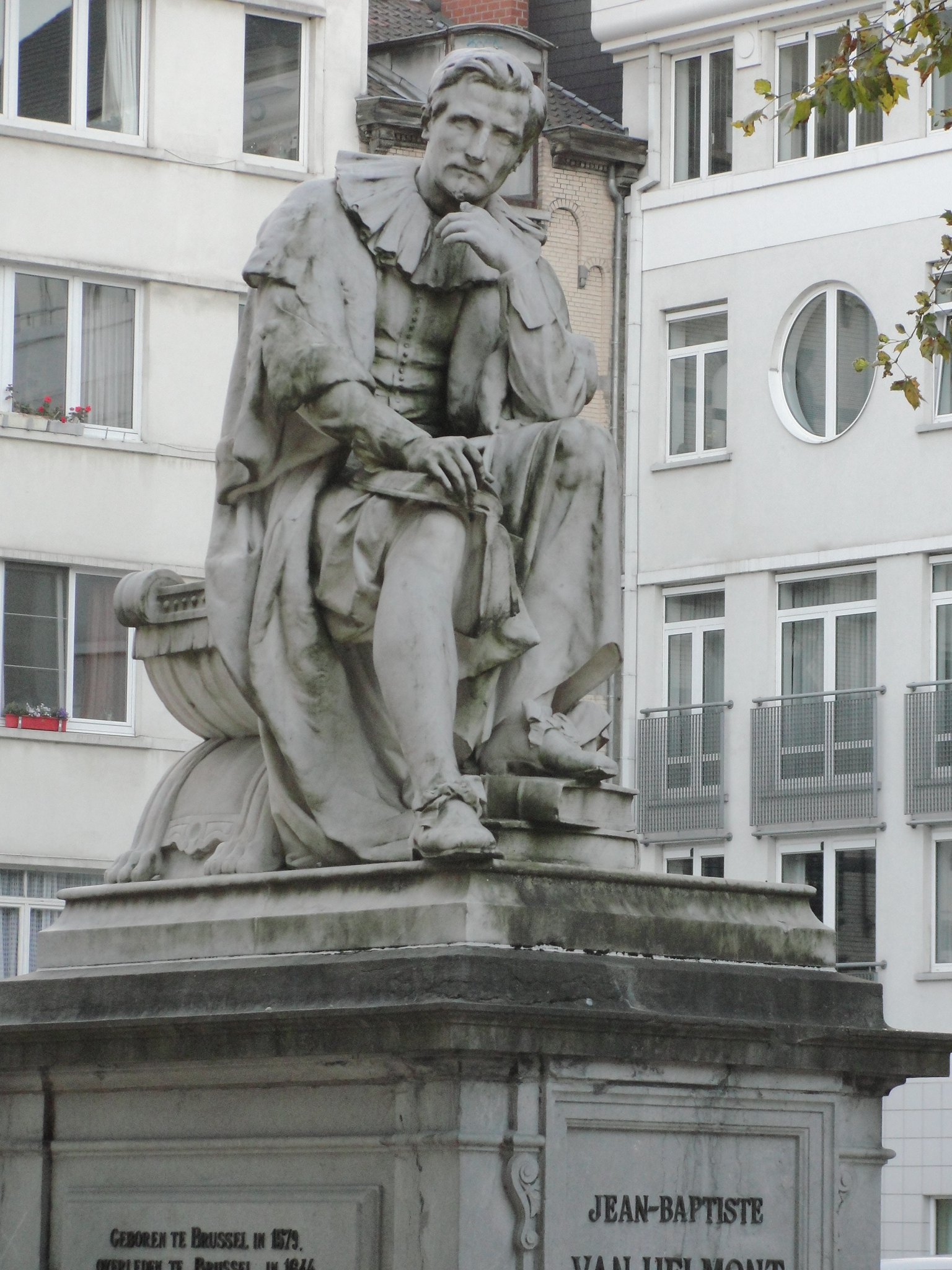
扬·巴普蒂斯塔·范·海尔蒙特雕像

杰拉尔·范德林登在安特卫普皇家美术学院接受训练，并且在1856年凭借一幅关于“阿德拉斯特恳求克瑞苏斯在他儿子尸体前将其处死”的浮雕获得了比利时罗马奖。在出发前往旅行之前，他需要通过一个理论考试，该考试测试了他对法语、历史、文学和人类学的知识。范·德·林登在致学院的信中请求延长一年的时间来进行学习，因为他出生在“贫困家庭”，认为自己的通识知识不足。
通过考试后，他途经巴黎前往意大利，并在那里停留了一年。在给安特卫普学院的信中，他提到在居住地很难找到工作室，并抱怨生活成本高昂。在意大利，他在弗朗索瓦·朱弗鲁瓦（François Jouffroy）的工作室学习，并参加了国立高等美术学院的课程。1859年2月，他从罗马寄回了自己的第一件艺术作品《在旷野中讲道的圣约翰》。1861年，他在佛罗伦萨居住并从那里寄回了一件作品《卡利斯塔在基督教与异教之间的犹豫》。安特卫普的教授们对这件作品给予了高度评价，称其展示了一种“充满情感的高质量新概念，并以宏伟的方式表现出来”。
返回比利时后，他成为了雕塑教授，首先在安特卫普学院（1863年），然后在鲁汶学院（1865年起）。1887年至1907年间，他还担任鲁汶学院的院长。
1863年，他在布鲁塞尔沙龙展览了他的石膏作品《卡利斯塔在基督教与异教之间的犹豫》。当时，展览目录中提到了他的地址：安特卫普霍布洛尼耶街27号。
在1866年的下一个沙龙上（当时他已住在鲁汶），他展示了以下几件石膏雕塑：
- 《列日市》，是为列日火车站设计的雕塑模型
- 《圣母与圣婴耶稣》
- 《斗争》（雕塑群）
- 《圣约翰》，是为安特卫普圣雅各伯教堂侧面雕刻的三尊法国石雕之一。

1867年，他与雕塑家保罗·德·维涅（Paul De Vigne）的妹妹路易丝·德·维涅（Louise De Vigne）结婚。
在1886年的根特沙龙上，他展示了一尊大理石雕塑《生气的孩子》。根据展览目录，他当时住在鲁汶的第124号蒂恩塞街。
杰拉尔·范德林登于1911年在鲁汶去世，享年81岁。

## 作品（节选）
- 《卡利斯塔在基督教与异教之间的犹豫》，青铜，鲁汶
- 《扬·巴普蒂斯塔·范·海尔蒙特雕像》，1889年，新市场广场（布鲁塞尔）
- 《王朝纪念碑》，拉肯（雕像代表东佛兰德省）
- 《拉斐尔胸像》，皇家安特衛普美術館外立面